# Pedro José Prado Montaner
Pedro José Prado Montaner () fue un militar y político chileno.

## Vida
Hijo del patriota Pedro José Prado Jaraquemada y de Concepción Montaner y Astorga. 
Se casó con Mercedes Aldunate Irarrázaval y tuvieron un hijo.
De familia aristocrática, participó en la guerra de emancipación de su país, llegando a ser capitán y luego comandante del regimiento de milicias De La Princesa, participando en la expedición de José Miguel Carrera al sur.
En su vida política fue miembro del Cabildo de Santiago, diputado, senador, Intendente de la provincia de Santiago y Ministro de Hacienda, desde el 3 de noviembre de 1829 hasta el 20 de febrero de 1830. Fue muy amigo de Francisco Bilbao.
Estos dos últimos puestos los desempeñó sin percibir su paga, que otorgaba a las organizaciones de beneficencia.
| Precedido por: José Raymundo Del Río | Ministro de Hacienda 1829-1830 | Sucedido por: Mariano Egaña |